# عبد الرحمن آل سليم
عبد الرحمن سليم القحطاني لاعب كرة قدم سعودي، في خط الوسط.
مثل سابقاً نادي الفرسان ونادي ضمك ونادي الثقبة ونادي جرش.

## روابط خارجية
- عبد الرحمن آل سليم على موقع Soccerway.com (الإنجليزية)